# Kokkola
Kokkola (Karleby és el nom suec) és una ciutat a la costa oest de Finlàndia, capital de la regió d'Ostrobòtnia Central. Fou fundada el 1620.

## Ciutats agermanades
Kokkola manté una relació d'agermanament amb les següents ciutats:
- Ambla (Estònia)
- Averøy (Noruega)
- Fitchburg (Estats Units d'Amèrica)
- Fredericia (Dinamarca)
- Fushun (Xina)
- Härnösand (Suècia)
- Järva-Jaani (Estònia)
- Kristiansund (Noruega)
- Marijampolė (Lituània)
- Mörbylånga (Suècia)
- Ratingen (Alemanya)
- Sudbury (Canadà)
- Ullånger (Suècia)
- Hatvan (Hongria), des del 1989
- Boldog (Hongria) des del 1996/2009